# 贝蒂·伯伊德
贝蒂·伯伊德（1944年3月17日—），曾用名贝蒂·伯伊德·哈里森（Pattie Boyd Harrison）或贝蒂·克莱普顿（Pattie Clapton），英国模特儿和摄影师。她因先后嫁给两位摇滚樂音乐家乔治·哈里森和艾瑞克·克莱普頓而出名，两位音乐家因她产生灵感，创作了不少经典的歌曲。
乔治·哈里森和贝蒂·伯伊德结识于拍攝电影《一夜狂歡》的片场，并于1966年1月21日结婚，当时正是披頭四樂團的鼎盛时期。哈里森的朋友艾瑞克·克莱普顿，对贝蒂也是一见钟情。1977年6月9日贝蒂与哈里森离婚。1979年3月27日，贝蒂和克莱普顿结婚，两人于1988年6月离婚。
贝蒂在1960年代和1970年代早期是一个成功的模特儿。她是玛丽·匡特和奥西·克拉克等设计师喜欢的模特，经常参加时尚活动。她也多次出现在英国著名时尚杂志《时尚》的封面。
贝蒂是哈里森最优秀的作品「Something」的灵感来源。乔治告诉贝蒂，"Something"是为她而作。
克莱普顿创建的德雷克和多米诺乐團唯一一张唱片《萊拉和其他情歌）就是为了贝蒂创作的，当时克莱普顿为贝蒂深深着迷。唱片的主打歌曲 「萊拉」在不同时期三次登上了排行榜冠军。据传同张唱片中的「Bell Bottom Blues」的灵感也是来自于贝蒂。后来克莱普顿沉迷于毒品，并在1970年代早期离开音乐舞台，接受治疗。哈里森开始宗教的研究并且认为贝蒂不忠而不信任她，贝蒂感到孤立，离开了哈里森，来到克莱普顿身边。1976年9月7日，克莱普顿因愛慕贝蒂，在等待她準備參加保羅·麥卡尼和琳達·麥卡尼的年度Buddy Holly派對，为贝蒂创作了 「美麗的今晚」。 克莱普顿还为贝蒂创作了「Pretty Blue Eyes」、「Golden Ring」、「Never Make You Cryand」和「Pretty Girl」等歌曲。
然而，贝蒂和克莱普顿的婚姻也充满了不幸。在长期忍受克莱普顿的药物滥用和酗酒，以及数个私生子的丑闻的披露后，1988年贝蒂决定克莱普顿离婚。她一直没有生育孩子。公众对她的行动表示支持。
哈里森和貝蒂離婚不久後，又和奧莉維亞·哈里森結婚，並生育了一個兒子達尼·哈里森，克莱普顿和哈里森的关系并没有因为贝蒂而破裂，他们继续在音乐上合作，兩人還互相參加對方的婚禮。2002年10月，克莱普顿还策劃了在皇家艾伯特厅举办的乔治音乐会，以纪念乔治·哈里森逝世一周年。

## 外部連結
- 贝蒂·伯伊德介绍（页面存档备份，存于）：雅虎关于贝蒂·伯伊德的新闻，以及几百张照片。
- 贝蒂·伯伊德六十种风情：贝蒂·伯伊德模特照片和相关时尚文章。
- 永远的贝蒂·伯伊德：收录了几百张照片。
- 洋娃娃的摇滚（页面存档备份，存于）：贝蒂·伯伊德和披头士乐队/克莱普顿的文章等。
- 一个关于贝蒂·伯伊德的网站：详细介绍生平。